# Syndrome post-hallucinatoire persistant
Pour les articles homonymes, voir SPHP.
 Mise en garde médicale
Le syndrome post-hallucinatoire persistant (SPHP, ou en anglais HPPD pour hallucinogen persisting perception disorder) est un trouble de la perception caractérisé par la présence continue de perturbations visuelles similaires à celles produites par la consommation de substances hallucinogènes. L’utilisation d’hallucinogènes avant le déclenchement du trouble est nécessaire au diagnostic quoique non suffisant pour le valider.
Aucun autre trouble mental ne peut être assimilé au diagnostic du syndrome post-hallucinatoire persistant. Le syndrome post-hallucinatoire persistant est distinct des phénomènes de flashback par sa relative permanence, alors que les flashback sont éphémères, le syndrome post-hallucinatoire persistant est persistant. Le code diagnostique DSM-IV du syndrome post-hallucinatoire persistant est le 292.89.

## Symptômes
De nombreux changements de la perception accompagnent le syndrome post-hallucinatoire persistant. Les symptômes typiques sont : halo entourant les objets, traînées lumineuses suivant les objets en mouvement, difficultés à distinguer les couleurs, changements de texture des objets, illusion du mouvement dans un cadre statique, neige visuelle, altérations dans les dimensions et une conscience indécise renforcée. Les altérations visuelles expérimentées par les patients atteint de syndrome post-hallucinatoire persistant ne sont pas homogènes, tant par leurs teneurs, intensité, et leur nombre.
Les aberrations visuelles sont courantes chez les individus « sains », par exemple, persistance rétinienne après avoir fixé le soleil, taches de lumière dans une pièce obscure. Cependant chez les patients atteints de syndrome post-hallucinatoire persistant les symptômes sont si prononcés que l’individu ne peut les ignorer.
Le syndrome post-hallucinatoire persistant crée de nouvelles altérations visuelles, il n’augmente pas uniquement celles déjà présentes.
Il est important de préciser que ces visuels ne constituent pas de réelles hallucinations dans le sens clinique du terme, puisque les patients les reconnaissent en tant qu’illusion, elles sont non psychotiques et ils sont capables de déterminer ce qui est réel ou non (contrairement au patient atteint de schizophrénie).

## Fréquence des syndromes post-hallucinatoires persistants
On ne sait pas réellement comment les patients développent ce trouble. Dans leurs articles, J. Halper et P. Harrison écrivent : « les données ne nous permettent pas d’évaluer, même approximativement, la fréquence des syndromes post-hallucinatoires persistants ». Ils ont noté qu’ils ne l’avaient pas rencontré dans leurs évaluations de 500 membres de Santo Daime qui avaient consommé au moins 100 fois du cactus peyotl.
Dans une présentation de résultats préliminaires Matthieu Baggott et ses collaborateurs de Berkeley ont constaté que des symptômes comparables aux syndromes post-hallucinatoires persistants sont arrivés à 4,1% des participants (107 sur 2 679) dans une enquête basée sur le web de consommateurs d’hallucinogènes. Ces personnes ont rapporté des problèmes visuels après l’utilisation de drogues qui étaient assez graves pour qu’ils envisagent l’aide du corps médical.
Ce chiffre surestime sûrement la fréquence des syndromes post-hallucinatoires persistants puisque les auteurs pourraient avoir été intéressés par l’achèvement du questionnaire. Les auteurs ont mentionné que 16 192 personnes ont vu le questionnaire sans le compléter entièrement.
Si toutes ces personnes ont consommé des hallucinogènes sans développer de syndrome post-hallucinatoire persistant, le chiffre tombe a 0,66%. Ces personnes n’ont pas été formellement diagnostiquées physiquement par un professionnel (leurs troubles visuels pourraient avoir diverses origines) mais ce nombre peut fournir un seuil plus raisonnable de fréquence des syndromes post-hallucinatoires persistants.
Il est possible que la fréquence des syndromes post-hallucinatoires persistants ait été sous-estimée par les autorités car beaucoup des personnes ayant des problèmes visuels se rapportant à l’utilisation de drogue ne sont pas traitées ou ne reconnaissent pas l’utilisation des hallucinogènes. Dans l’étude de Baggott, seules 16 des 107 personnes avec un possible syndrome post-hallucinatoire persistant avaient cherché de l’aide, et 2 avaient été diagnostiquées comme ayant un syndrome post-hallucinatoire persistant.
Ainsi, il se peut que ces troubles soient rarement détectés par le système de santé.

## Causes
On ne connaît pas encore la cause des syndromes post-hallucinatoire persistant. Il est très clair que la plupart des utilisateurs d’hallucinogène ne développent pas de syndrome post-hallucinatoire persistant. Cela suggère qu’il puisse y avoir un petit sous-ensemble d’individus avec un terrain favorable à facteur inconnu.
Il est possible que le trouble puisse avoir des composantes tant neurologiques que psychologiques avec les contributions des deux aspects au cas par cas. Les dernières recherches montrent que les symptômes du syndrome post-hallucinatoire persistant sont causés par des anomalies dans la fonction du système nerveux central et n’ont aucune origine rétinienne.
Certains ont suggéré que le syndrome post-hallucinatoire persistant peut être semblable à un trouble de stress post-traumatique qui implique la reviviscence d’une expérience désagréable vécue par le passé. Cependant plusieurs cas de personnes atteintes de syndrome post-hallucinatoire persistant ne mentionnent pas de « bad trip » avant le début des symptômes. De plus un certain nombre de médicaments psychiatriques se sont révélés comme causant des symptômes similaires, cela semble suggérer que le syndrome post-hallucinatoire persistant n’est pas lié à une mauvaise expérience mais à un mécanisme pharmacologique ou neurologique inconnu.
Une autre théorie est que le syndrome post-hallucinatoire persistant induit une hypersensibilité aux phénomènes visuels ordinaires qui existent chez tout le monde, mais qui sont normalement ignorés. Sous cette interprétation le trouble transforme les effets de la perception du monde en détresse. C’est pourquoi certains ont soutenu qu’il fallait considérer le syndrome post-hallucinatoire persistant comme une « désinhibition du traitement visuel ». Cependant cette théorie n’explique pas les simili-symptômes chez les sujets sains (trainées de lumière…).
Beaucoup de patients indiquent qu’ils n’avaient vécu aucun phénomène visuel avant le déclenchement du syndrome post-hallucinatoire persistant. Dans quelques cas, il semble que le trouble ait eu un début soudain après une expérience d’utilisations de drogues, suggérant que la substance a joué un rôle direct dans le déclenchement des symptômes. Dans d’autres cas, l’augmentation des symptômes est graduelle à la suite d’une consommation.
Les substances qui y ont été associés incluent : le LSD, le 2C-I, le 5-meo-DIPT, la MDMA, la psilocybine, la mescaline, la scopolamine et l’utilisation à haute dose de dextrométhorphane.

## Problèmes coexistants
Les problèmes visuels induits par les syndromes post-hallucinatoires persistants peuvent être le résultat d’autres maladies mentales. De ceux-ci les plus courants sont l’anxiété, les attaques de panique, la dépersonnalisation, la dépression.
Dans l’échantillon de Baggott, les utilisateurs d’hallucinogènes avec persistance des problèmes visuels majeurs allaient plus probablement annoncer des diagnostics de dépression que chez les utilisateurs d’hallucinogènes sans problèmes visuels sérieux.
Par exemple, 25,9% d’utilisateurs d’hallucinogène avec des problèmes visuels ont eu une dépression (présente ou passée). Alors qu’il est difficile (voire impossible) d’établir une relation claire entre les symptômes visuels et mentaux, les patients atteint eux témoignent souvent qu’un lien existe. L’anxiété renforce la persistance des images, et vice versa.
Cependant il y aurait des cas de syndrome post-hallucinatoire persistant où aucun autre trouble ne coexiste.

## Traitement
Il n’y a aucun remède disponible pour les syndromes post-hallucinatoires persistants. Les traitements principaux cherchent à réduire les symptômes et la détresse sans traiter les causes sous-jacentes. Les benzodiazépines, incluant le clonazépam, le diazépam, l'alprazolam sont prescrits pour diminuer les angoisses (attention cependant au risque de dépendance). Certains médicaments ont été contre-indiqués sur la base de leurs effets sur les syndromes post-hallucinatoires persistants. Le neuroleptique Rispéridone est connu pour induire des symptômes proches des syndromes post-hallucinatoires persistants lors du traitement chez certaines personnes.
Il est souvent conseillé aux patient atteints de cesser toute consommation de drogues, qui augmente souvent les visions à court terme. Il y a aussi des facteurs moins concrets qui peuvent augmenter les symptômes, comme la privation de sommeil et le stress. Cependant aucune étude sérieuse n’a été publiée à ce sujet.
Il n’y a pas de durée type de rétablissement. Les effets psychologiques défavorables des syndromes post-hallucinatoires persistants (trouble, conscience indécise) diminuent plus vite que les altérations visuelles. Le rétablissement peut être facilité par une accoutumance psychologique aux symptômes visuels, le patient ne réagissant plus négativement à leur égard. Les conséquences délétères des symptômes visuels peuvent donc être réduites sans que pour autant le syndrome post-hallucinatoire persistant ne soit guéri.
Il n’y a actuellement que peu d’informations fiable sur les personnes ayant récupéré complètement de syndrome post-hallucinatoire persistant. Il n’y aucun rapport sur le retour complet à une perception « normale ». Le petit nombre de cas étudiés en détail rend difficile l’analyse sur les conditions de guérison.

## Autres désordres avec symptômes similaires
Il faut souligner que des individus sans syndrome post-hallucinatoire persistant noteront parfois des anomalies visuelles. Celles-ci incluent des objets flottant dans le champ visuel, comme des objets sombres, particulièrement évidents en regardant le soleil, ou sur un mur blanc. De même, les lumières dans un environnement sombre peuvent causer un halo ou des traînées. La plupart des personnes ne remarqueront pas ces effets car ils y sont habitués.
Une personne craintive d’avoir un syndrome post-hallucinatoire persistant sera sûrement beaucoup plus sensible à n’importe quelle perturbation visuelle, même si elle n’en est pas atteinte.
En outre, des problèmes visuels peuvent être provoqués par des troubles psychiatriques (schizophrénie par exemple) ou neurologiques (démence ou maladie de Parkinson par exemple). Pour établir le diagnostic de syndrome post-hallucinatoire persistant, ces causes potentielles doivent être écartés.

## Source
- (en) Cet article est partiellement ou en totalité issu de l’article de Wikipédia en anglais intitulé « Hallucinogen_persisting_perception_disorder » (voir la liste des auteurs).